# Kazimierz Macur
Kazimierz Macur (ur. 17 lutego 1915 w Łuczaju, zm. 30 stycznia 2001 w Gdańsku) – polski architekt specjalizujący się w konserwacji zabytków.

## Życiorys
Urodził się w rodzinie Józefa, kolejarza, i Sabiny z Siniców, prowadzącej sklep kolonialny. Ukończył Szkołę Powszechną w Postawach. W latach 1933–1937 pobierał nauki w Państwowej Szkole Technicznej im. Marszałka Józefa Piłsudskiego w Wilnie, podczas których poznał Jana Borowskiego, wykładowcę architektury na Wydziale Budowlanym. Po ukończeniu kursu podchorążych rezerwy przy 77. Pułku Piechoty w Lidzie (1937–1938), w okresie 1938–1939 studiował na Wydziale Sztuk Pięknych Uniwersytetu Stefana Batorego w Wilnie. W latach 1937–1940, wykonywał zlecone przez ówczesnego wileńskiego konserwatora zabytków Jana Borowskiego prace inwentaryzacyjne obiektów zabytkowych (m.in. ruin zamku w Trokach i pałacu Güntherów w Dobrowlanach, kościoła pobernardyńskiego i budynków uniwersyteckich w Wilnie).
Uczestnik kampanii wrześniowej (1–17 września 1939). Współpracował ze Związkiem Walki Zbrojnej. W Armii Krajowej pod pseudonimem „Tusz” zajmował się podrabianiem dokumentów.
W 1940 roku z ramienia Jana Borowskiego prowadził prace związane z częściową rekonstrukcją zamku na wyspie w Trokach. W latach 1940–1941 w Biurze Projektów Przemysłowych w Wilnie wykonał plany inwentaryzacyjne budynków przemysłowych w Wilnie, Landwarowie i Nowej Wilejce oraz kilku budynków mieszkalnych w Wilnie. W latach 1941–1942 na zlecenie Muzeum Kultury im. Witolda Wielkiego w Kownie wykonał pomiary i plany inwentaryzacyjne kościoła św. Anny w Wilnie. W okresie od lipca 1942 do maja 1943 roku, pracując jako technik budowlany w Urzędzie Powiatowym w Postawach, został przeniesiony do Przemysłowo-Budowlanego Oddziału Zarządu Rejonowego w Duniłowiczach, gdzie wykonał projekt odbudowy i adaptacji klasycystycznego pałacu Ogińskich w Łuczaju na Szkołę Rolniczą. Podczas pracy w Urzędzie Ochrony Zabytków Kultury w Wilnie w latach 1943–1944 wykonał plany inwentaryzacyjne kościoła pod wezwaniem Nawiedzenia Najświętszej Panny Marii i zamku lądowego w Trokach.
W Nowy Rok 1945, jako jeden z pierwszych repatriantów, przekroczył z rodziną granicę litewsko-polską. Po krótkim pobycie w Białymstoku, w lipcu 1945 roku przeniósł się do Grudziądza, a w sierpniu do Włocławka. Tam pracując w Inspektoracie Oświaty Rolniczej wykonał projekt adaptacji pałacu Grodzickich w Lubrańcu na szkołę. Na zaproszenie wojewódzkiego konserwatora zabytków Jana Borowskiego przenosi się do Gdańska, gdzie 17 lipca 1946 roku zostaje zatrudniony na stanowisku kontraktowego podreferendarza ds. architektury zabytkowej przy Wydziale Kultury Urzędu Wojewódzkiego.
W latach 1947–1951 pracował w Państwowej Pracowni Konserwacji Zabytków powołanej przy Konserwatorze Wojewódzkim Gdańskim. W latach 1948–1952 studiował w gdańskiej Wieczorowej Szkole Inżynierskiej (dyplom inżyniera architekta uzyskał w 1952 roku). W latach 1951–1979 pracował w Przedsiębiorstwie Państwowym Pracownie Konserwacji Zabytków (PKZ) w Gdańsku jako wieloletni kierownik zespołu w pracowni projektowej. W 1958 roku uzyskał uprawnienia budowlane upoważniające do kierowania robotami budowlanymi i sporządzania projektów. W 1968 roku ukończył kurs konserwatorski w Katedrze Zabytkoznawstwa i Konserwatorstwa Uniwersytetu Mikołaja Kopernika w Toruniu. W 1978 roku uznany został specjalistą PKZ w dziedzinie projektowania konserwatorskiego z okresu baroku.
W latach 1946–1957 przynależał do Związku Zawodowego Pracowników Kultury i Sztuki, w którym przez pewien okres pełnił funkcję wiceprzewodniczącego zarządu okręgu. W latach 1946–1977 działał w Polskim Towarzystwie Turystyczno-Krajoznawczym, w którym był wiceprzewodniczącym Koła Zakładowego. Od roku 1957 do 1958 był członkiem Rady Zakładowej gdańskiego oddziału PKZ. Od roku 1968 należał do Stowarzyszenia Architektów Polskich, w którym do 1977 był przewodniczącym koła zakładowego. Przez kilka kolejnych kadencji pełnił społeczną funkcję ławnika ludowego w Sądzie Rejonowym w Gdańsku (w latach 1961–1981). 
Po przejściu na emeryturę w 1980 roku nie zaprzestał aktywności zawodowej, wykonywał projekty dla obiektów sakralnych prywatnie, a od roku 1992 w Autorskiej Pracowni MACUR oraz uczestniczył w posiedzeniach Diecezjalnej Komisji do spraw Budownictwa i Sztuki Kościelnej. W 1988 otrzymał tytuł Członka Honorowego Stowarzyszenia Konserwatorów Zabytków.  
W 1941 roku ożenił się z Heleną z domu Prusakowską (1919–1984), nauczycielką, z którą miał syna Andrzeja, architekta, oraz córki Krystynę Zarańską (ur. 1948), Annę Macur-Żero (ur. 1949) i Elżbietę Macur (ur. 1952).  
Zmarł w Gdańsku, pochowany 2 lutego 2001 r. na cmentarzu Łostowickim (kwatera 11-15-5). 

## Ważniejsze projekty konserwatorskie (1946-2002)
W Gdańsku: projekty rekonstrukcji elewacji Wielkiej Zbrojowni i Bramy Zielonej, hełmu i wnętrz Ratusza Głównego Miasta oraz pieca w Dworze Artusa, adaptacji zespołu Bramy Mariackiej na Muzeum Archeologiczne, projekty rekonstrukcji wież i hełmów kościołów: św. Barbary, św. Bartłomieja, św. Brygidy, św. Katarzyny oraz Wieży Więziennej. Projekty restauracji i adaptacji na muzeum zamków w Lidzbarku Warmińskim i Kętrzynie, Projekty rekonstrukcji fasad i wnętrz kamienic przy ulicach: Viru 2 i Vana Turg 6 w Tallinnie, św. Ducha 3 w Elblągu oraz Straganiarskiej 32 i Świętojańskiej 50/51 w Gdańsku. Projekty rekonstrukcji hełmu kościoła św. Mikołaja i restytucji kościoła bł. Doroty w Elblągu oraz projekt Biskupiego Seminarium Duchownego w Oliwie.

## Ordery i odznaczenia
- Krzyż Kawalerski Orderu Odrodzenia Polski (1984)[11]
- Krzyż Armii Krajowej (1994)[12]
- Odznaka 1000-lecia Państwa Polskiego
- Złota Odznaka honorowa Zasłużonym dla Warmii i Mazur (1973)
- Odznaka honorowa „Zasłużonym Ziemi Gdańskiej” (1970)
- Brązowa Odznaka SARP (1968, 1977)[13]
- Medal Prezydenta Miasta Gdańska
- Odznaka Pamiątkowa PKZ

Źródło:.

## Nagrody i wyróżnienia
- tytuł „Gdańszczanina 35-lecia” w plebiscycie czytelników „Wieczoru Wybrzeża” (1980)[1]
- Nagroda Miasta Gdańska w Dziedzinie Kultury „Splendor Gedanensis” (1984)[14]
- Nagroda Artystyczna Gdańskiego Towarzystwa Przyjaciół Sztuki za rok 1994 w dziedzinie konserwacji zabytków (1995)[1]